# 图卢兹伯爵雷蒙七世
圖盧茲伯爵雷蒙七世（Raymond VII de Toulouse 1197年7月—1249年9月27日）第七代圖盧茲伯爵（1222年—1249年），同时为纳博讷公爵和普罗旺斯侯爵，父亲是土魯斯伯爵雷蒙六世，母亲是英格兰的琼。在1218年图卢兹围城战中，击败第五代莱斯特伯爵西蒙·德孟福尔。

雷蒙七世出生於博凱爾城堡，其外祖父是英格蘭國王亨利二世，也是英格蘭國王理查一世和約翰的外甥。
1211年3月，雷蒙七世與阿拉貢國王阿方索二世的女兒珊莎結婚。他們育有一女讓娜，兩人並於1241年離婚。雷蒙七世與普羅旺斯的桑齊訂婚，但她嫁給英格蘭國王約翰的次子康瓦爾的理查。1243年，雷蒙德七世與呂西尼昂的瑪格麗特結婚，她是呂西尼昂的休十世和昂古萊姆的伊莎貝爾的女兒。他們沒有孩子，里昂會議於1245年批准雷蒙德七世離婚。隨後他試圖爭取法國國王路易九世的母親布蘭卡的支持，與剛成為普羅旺斯女伯爵的貝阿特麗斯結婚，但貝亞特麗絲卻嫁給布蘭奇的兒子安茹公爵查理一世。

## 生平
1216年5月阿爾比十字軍東征期間，雷蒙七世從馬賽出發，圍攻博凱爾，並於8月24日占領博凱爾。他從第五代萊斯特伯爵西蒙·德·孟福爾和後來西蒙的兒子蒙福特的阿莫里六世手中奪回圖盧茲伯國。
1222年，他繼承父親的爵位。在他即位的那一刻，他和富瓦伯爵偉大的羅傑·伯納德二世圍攻卡爾卡松。1224年9月14日，阿爾比十字軍投降，戰爭結束，每位南方領主都與教會講和。然而，1225年，布爾日議會對他進行絕罰，並發起一場針對他的十字軍東征，被稱為“雄獅”的法國國王路易八世，想要重燃衝突，以維護他在朗格多克的王權。羅傑-伯納德二世試圖維持和平，但國王拒絕他的使者，富瓦伯爵和圖盧茲伯爵再次拿起武器。這場戰爭主要是一系列不連續的小衝突，1229年1月，雷蒙七世戰敗，被迫簽署《巴黎條約》（也稱為「莫城條約」）。根據這項條約，他將特倫卡維爾子爵爵位割讓給路易九世，他的女兒讓娜被迫嫁給國王的弟弟阿爾豐斯。
1242年，雷蒙七世與拉馬爾什伯爵呂西尼昂的休十世和英格蘭國王亨利三世在桑通日戰爭中聯合對抗路易九世。路易九世派遣一支由博熱的亨伯特五世和克萊蒙主教休領導的軍隊來對付他。雷蒙七世被迫交出薩韋爾丹和布拉姆城堡。
雷蒙德七世去世後，阿爾方斯成為圖盧茲伯爵，阿爾方斯死後，該伯國被法國吞併。雷蒙七世被埋葬在豐特夫羅修道院他母親瓊的旁邊。